# Münchhausengetal
Een Münchhausengetal (ook bekend als een Canouchigetal, of in het Engels: perfect digit-to-digit invariant) is een natuurlijk getal dat gelijk is aan de som van de machten van de cijfers van het getal met als exponent (van die macht) het cijfer zelf.
Het getal {\displaystyle n} met de cijfers {\displaystyle d_{k}d_{k-1}\dots d_{2}d_{1}} is een Münchhausengetal, als
{\displaystyle n=d_{k}^{d_{k}}+d_{k-1}^{d_{k-1}}+\ldots +d_{2}^{d_{2}}+d_{1}^{d_{1}}}
Een voorbeeld van een Münchhausengetal is 3435, want:
{\displaystyle 3435=3^{3}+4^{4}+3^{3}+5^{5}=27+256+27+3125}
Behalve 3435 is 1 tot nu toe nog het enige andere ontdekte getal dat een 'echt' Münchhausengetal is. De getallen 438579088 en 0 zouden ook Münchhausengetallen zijn, als 00 = 0 zou zijn. Bij een variant van het Münchhausengetal kunnen de machten verwisseld worden, waardoor er meerdere mogelijkheden ontstaan.
Een voorbeeld van zo'n variant is:
{\displaystyle 4155=4^{5}+1^{4}+5^{1}+5^{5}}